# Primer 55
Primer 55 est un groupe de nu metal américain fondé en 1997 à Memphis (Tennessee). Le nom du groupe provient de la combinaison de « Primer » qui signifie « quelque chose d'inachevé » et du nombre 55, qui fait référence à l'Interstate 55, « la route par laquelle la drogue circule pour arriver à Chicago en passant par Memphis ».

## Histoire

### Formation et débuts (1997-1998)
Primer 55 se forme en 1997 à Memphis, Tennessee, par l'association du guitariste Bobby Burns et du chanteur Jason « J-Sin » Luttrell. Les deux musiciens se rencontrent lorsque l'ancien groupe de J-Sin joue en première partie du précédent groupe de Burns. Les influences heavy metal de Burns et les influences hip hop de J-Sin se mélangent pour créer le son rap rock du groupe. J-Sin et Burns sont ensuite rejoints par le bassiste Mike « Jr. » Christopher et le batteur Josh McLane pour compléter la formation.

### Contrat d'enregistrement,Introduction to Mayhemet(The) New Release(1999-2002)
Après avoir sorti un EP sur le label indépendant Propellant Transmissions, Primer 55 signe un contrat avec Island Records et réédite l'EP comme premier album, Introduction to Mayhem, le 25 janvier 2000. L'album remixé et reconstruit présente des apparitions du turntablist d'Incubus Chris Kilmore et du leader de Hed PE Jared Gomes.
Le groupe tourne avec Biohazard, Slipknot, Machine Head et Dope avant de décrocher une place en tant qu'artiste de scène secondaire lors de la tournée du festival Ozzfest 2000. Puis, en septembre 2000, Primer 55 part en tournée aux côtés de Soulfly, Downset. et des Slaves on Dope,. Durant cette période, le groupe connaît plusieurs changements de composition qui se poursuivent tout au long de l'enregistrement de leur prochain album et au-delà.

Le 14 août 2001, Primer 55 sort son deuxième album studio, (the) New Release. Il a atteint la première place du Billboard Heatseekers et la 102ème place du Billboard 200. Présent sur l'album, le single This Life atteint la 37ème place du palmarès des titres rock grand public de Billboard. Après le succès initial de l'album, il est soudainement mis de côté par Island Records. Burns déclare à PureGrainAudio :
« L'album était sorti depuis un mois lorsque le 11 septembre est arrivé et nous nous sommes perdus dans le chaos qui régnait à New York à cette époque. »
Malgré la mise au placard de leur album, le groupe se lance dans la tournée The $12 Riot Tour le 31 octobre accompagné de Dope, Skinlab et Society 1. L'année suivante, Primer 55 se produit en première partie lors de l'édition 2002 du Gathering of the Juggalos à Peoria (Illinois).

### Première pause (2003-2006)
En 2003, le groupe se met en pause en raison de difficultés rencontrées avec les maisons de disques ainsi que de problèmes internes entre membres du groupe. Burns rejoint Soulfly, un groupe qu'il avait rencontré lors d'une tournée avec Ozzfest 2000. Il fait des tournées mondiales et sort quatre albums en tant que bassiste du groupe. À cette époque, J-Sin lutte contre l'alcoolisme et la toxicomanie. Burns le décrit plus tard comme n'étant « pas en état de faire une tournée ou quelque chose comme ça pendant très longtemps ».

### Reformation, troisième album avorté et deuxième pause (depuis 2007)
Lorsque Soulfly fait une pause en 2007, Crash Music contacte Burns, l'incitant à reformer Primer 55 avec J-Sin et à rejoindre le groupe de Crash Music : Love Said No. Le « Crash Music Metal Crusade Tour » emmène les deux groupes ensemble sur la route fin 2007 et Primer 55 sort l'EP Family for Life, une collection de morceaux inédits enregistrés entre 1998 et 2002, le 6 novembre 2007.
Lors d'une représentation début 2008, le rappeur Donny « The DRP » Polinske assiste à une représentation de Primer 55 dans l'espoir d'inciter Burns et J-Sin à participer à un morceau de son album solo. Cependant, après seulement trois semaines de tournée, J-Sin est contraint de quitter le groupe en raison de mauvaises performances et de manigances coûteuses causées par une dépendance continue à la drogue et à l'alcool qui le conduit finalement en cure de désintoxication. Alors que J-Sin est remplacé temporairement par Heath Joyce, un ami de longue date de Burns,, The DRP devient officiellement le nouveau chanteur de Primer 55 qui se produit au Gathering of the Juggalos de 2008 aux côtés de 2 Live Crew, Ice-T et Twiztid.
En 2009, Primer 55 sort le titre Flexin', accompagné d'un clip vidéo. Un album complet intitulé New American Gangsters est en préparation jusqu'en janvier 2010, date à laquelle Burns renvoie tous les autres membres du groupe. Plus tard cette année-là, la page MySpace du groupe annonce que J-Sin est revenu dans le groupe, mais que celui-ci a également repris l'enregistrement et les concerts avec The DRP.
Début 2012, Primer 55 commence à jouer des sets acoustiques dans le Midwest et le sud-est des États-Unis, Burns en ayant été inspiré en regardant d'anciennes performances MTV Unplugged de groupes comme Nirvana et Korn. En 2012, As Seen On TV est réédité sous le titre The Big Fuck You, avec des titres bonus.
Primer 55 entre en pause indéfinie le 7 octobre 2015, alors que Burns travaille sur son nouveau groupe, Murder The Flesh.
Le 10 août 2018, J-Sin décède à l'âge de 40 ans après une longue bataille contre l'hépatite C.
En décembre 2019, il est question de nouveaux spectacles pour commémorer le 20e anniversaire d'Introduction to Mayhem, en 2020.

## Membres

### Membres finaux
- Bobby Burns – guitare (1997–2003, 2007–2015), chant (2010–2015)
- Joey Busciglio – guitare (2013–2015)
- Darren Walling – basse (2014–2015)
- Heath Shaw – batterie (2012–2015)

### Anciens membres
- Jason « J-Sin » Luttrell – chant (1997–2003, 2007, 2010) (décédé en 2018)
- Josh McLane – batterie (2000–2001)
- Mike « Jr. » Christopher – basse (2000–2001)
- Preston Nash – batterie (2001–2003)
- Kobie Jackson - basse (2002-2003)
- Joshua Toomey – basse (2003, 2007–2010)
- Heath Shaw – batterie (2011–2013)
- Donny "The DRP" Polinske - chant (2008-2010)
- Nic Bell – basse (2012–2014)

## Discographie

### Albums
- 2000 : Introduction to Mayhem
- 2001 : (The) New Release

### Singles
- 2000 : Loose
- 2000 : Set It Off
- 2000 : Appetite for Destruction
- 2001 : This Life